# Nakajima Ki-84
O Nakajima KI-84 Hayate (キ84 疾風 em japonês) foi um caça monomotor a pistão, desenvolvido pela Nakajima e utilizado pelo Império Japonês durante a Segunda Guerra Mundial.
Conhecido pelo código aliado como "Frank", o KI-84 teria sido um problema grave para a USAF se tivesse surgido antes e em maiores quantidades. O desenho deste novo caça começou em fevereiro de 1942 e o protótipo voou em abril de 1943. Era um monomotor totalmente construído em metal com trem de pouso retrátil e era armado com duas metralhadoras de 12,7 mm na fuselagem e dois canhões de 20 mm nas asas.
Suas variantes incluíam o KI-84-IB, armado com quatro canhões de 20 mm, e o KI-84-IC, com dois canhões de 20 mm e os outros dois de 30 mm. O primeiro grande envolvimento do "Frank" foi na batalha do Golfo de Leyte em finais de 1944, e até ao fim da guerra do Pacífico em 1945. Foi utilizado como caça para atacar e repelir os americanos, que se aproximavam muito do arquipélago do Japão, como bombardeiro de mergulho para ataques à base americana em Okinawa e interceptador na defesa aérea de Tóquio.
Quando a produção foi encerrada em Agosto de 1945, tinham sido produzidas 3.514 unidades pela Nakajima, pela Mansyu e pela Tachikawa.